# Bousbecque
 Bousbecque  es una población y comuna francesa, en la región de Norte-Paso de Calais, departamento de Norte, en el distrito de Lille y cantón de Tourcoing-Nord.

## Demografía
| 3254 | 3345 | 3446 | 3914 | 3912 | 4157 |
| Para los censos de 1962 a 1999 la población legal corresponde a la población sin duplicidades (Fuente: INSEE [Consultar]) |      |      |      |      |      |